# Campeonato de Euskadi del Cuatro y Medio 2008
La XX edición del Campeonato de Euskadi del Cuatro y Medio, competición de pelota vasca en la variante de pelota mano profesional de primera categoría, se disputó en el año 2008. Fue organizada conjuntamente por Asegarce y ASPE, las dos principales empresas dentro del ámbito profesional de la pelota a mano.
La final la disputaron los delanteros navarros Martínez de Irujo y Olaizola II, siendo ganador el pequeño de los hermanos Olaizola, logrando su cuarta txapela en la ‘jaula’, igualando el récord del gran Retegui II.

## Pelotaris
En negrita los cabezas de serie
| - Pelotaris de Asegarce: - Agirre - Arretxe II - Bengoetxea VI - Berasaluze VIII - Iñigo Díaz - Koka - Olaizola I - Olaizola II - Retegi Bi - Patxi Ruiz |  | - Pelotaris de ASPE: - Barriola - Berasaluze IX - Del Rey - González - Larralde - Martínez de Irujo - Olazabal - Titín III - Xala - Zubieta |

## Primera ronda
| Fecha    | Frontón y localidad           | Rojo            | Azul          | Tanteo |
| -------- | ----------------------------- | --------------- | ------------- | ------ |
| 11/10/08 | Labrit, Pamplona              | Olaizola I      | Díaz          | 22-06  |
| 18/10/08 | Amorebieta IV, Amorebieta     | Berasaluze VIII | Larralde      | 22-03  |
| 11/10/08 | Labrit, Pamplona              | Patxi Ruiz      | Del Rey       | 12-22  |
| 13/10/08 | Beotibar, Tolosa              | Koka            | Berasaluze IX | 22-10  |
| 17/10/08 | Municipal de Ceánuri, Ceánuri | Agirre          | Xala          | 05-22  |
| 19/10/08 | Astelena, Éibar               | Zubieta         | Arretxe II    | 16-22  |
| 10/10/08 | Fadura, Guecho                | González        | Retegi Bi     | 22-18  |
| 20/10/08 | Beotibar, Tolosa              | Bengoetxea VI   | Olazabal      | 16-22  |

## Octavos de final
| Fecha    | Frontón y localidad    | Rojo            | Azul       | Tanteo |
| -------- | ---------------------- | --------------- | ---------- | ------ |
| 24/10/08 | Municipal de Balmaseda | Olaizola I      | Xala       | 22-18  |
| 26/10/08 | Astelena, Éibar        | Berasaluze VIII | Arretxe II | 22-21  |
| 26/10/08 | Astelena, Éibar        | Del Rey         | Retegi Bi  | 11-22  |
| 25/10/08 | Labrit, Pamplona       | Koka            | Olazabal   | 22-21  |

## Cuartos de final
| Fecha    | Frontón y localidad      | Rojo       | Azul              | Tanteo |
| -------- | ------------------------ | ---------- | ----------------- | ------ |
| 01/11/08 | Labrit, Pamplona         | Olaizola I | Martínez de Irujo | 09-22  |
| 31/10/08 | Atano III, San Sebastián | Titín III  | Berasaluze VIII   | 22-13  |
| 02/11/08 | Astelena, Éibar          | Barriola   | Retegi Bi         | 22-12  |
| 03/11/08 | Beotibar, Tolosa         | Koka       | Olaizola II       | 05-22  |

## Liguilla de Semifinales
| Fecha    | Frontón y localidad      | Rojo        | Azul              | Tanteo |
| -------- | ------------------------ | ----------- | ----------------- | ------ |
| 08/11/08 | Atano III, San Sebastián | Barriola    | Martínez de Irujo | 22-16  |
| 09/11/08 | Astelena, Éibar          | Titín III   | Olaizola II       | 09-22  |
| 15/11/08 | Labrit, Pamplona         | Barriola    | Olaizola II       | 11-22  |
| 16/11/08 | Adarraga, Logroño        | Titín III   | Martínez de Irujo | 15-22  |
| 22/11/08 | Labrit, Pamplona         | Titín III   | Barriola          | 19-22  |
| 23/11/08 | Ogueta, Vitoria          | Olaizola II | Martínez de Irujo | 17-22  |

### Clasificación de la liguilla
| Pelotari | Pelotari          | Partidos jugados | Partidos ganados | Partidos perdidos | Puntos a favor | Puntos en contra | Dif. |
| -------- | ----------------- | ---------------- | ---------------- | ----------------- | -------------- | ---------------- | ---- |
| 1        | Olaizola II       | 3                | 2                | 1                 | 61             | 42               | +19  |
| 2        | Martínez de Irujo | 3                | 2                | 1                 | 60             | 54               | +6   |
| 3        | Barriola          | 3                | 2                | 1                 | 55             | 57               | -2   |
| 4        | Titín III         | 3                | 0                | 3                 | 43             | 66               | -23  |

## Final
| Fecha    | Frontón y localidad      | Rojo        | Azul              | Tanteo |
| -------- | ------------------------ | ----------- | ----------------- | ------ |
| 08/12/08 | Atano III, San Sebastián | Olaizola II | Martínez de Irujo | 22-17  |

- Datos: Q4890174